# (1398) Donnera
(1398) Donnera ist ein Asteroid des Hauptgürtels, der am 26. August 1936 von dem finnischen Astronomen Yrjö Väisälä in Turku entdeckt wurde.
Benannt wurde der Asteroid nach dem finnischen Astronomen Anders Donner, dem damaligen Direktor des Helsinki Observatoriums.